# 1919년 핀란드 대통령 선거
1919년 핀란드 대통령 선거(핀란드어: Suomen presidentinvaali 1919[yhdeksäntoistasataa yhdeksäntoista] 수오멘 프레시덴틴발리 위흐덱샌토이스타사타 위흐덱샌토이스타[*])는 핀란드의 제1대 공화국대통령 선출 선거다. 의회의원들이 선거인단인 간접선거로 치러졌다.
선거는 1919년 7월 25일 치러졌고, 선거 결과 국민진보당의 카를로 유호 스톨베리가 선거인단 200명 중 143명을 득표하여 당선되었다.
스톨베리는 헌법학자, 법무관료 출신의 진보혁신주의자로, 노동자를 비롯한 경제적 빈곤계층의 물질적 복지를 향상시키는 데 관심이 많았다. 스톨베리의 당인 국민진보당 뿐 아니라 따로 후보를 낸 농업동맹과 사회민주당도 스톨베리에게 표를 몰아주었다. 또한 스톨베리는 확고한 민주공화주의자였으며, 정국은 내각 위주로 운영되어야 하고 대통령은 조정자, 중재자로서 권력을 행사해야 한다고 믿었다. 한편 무소속으로 출마한 전쟁영웅 만네르헤임 남작은 우익, 스웨덴계, 군주주의자들의 지지를 받았다. 귀족 출신인 만네르헤임은 만네르헤임은 민주정, 공화국, 내각제는 자당의 이익만을 추구하는 분파주의적 정치인들에 의해 정국이 휘둘릴 수 있는 체제라고 생각했고, 민주주의와 정당정치 자체를 회의적으로 불신했다. 대외정책에 있어서도 스톨베리는 소비에트 러시아와 평화조약을 맺고자 했지만 만네르헤임은 선거 몇 달 전에 페테르부르크를 공격해 러시아 내전에 러시아 백군 편을 들어 참전할 것을 주장했을 정도로 강경한 반공복고주의자였다. 국민연합당과 스웨덴인당은 만네르헤임에게 투표했다.
| 카를로 유호 스톨베리             |           | 국민진보당 | 143 | 73.33 | 당선 |  |  |
| 칼 구스타브 에밀 만네르헤임 남작 |           | 무소속     | 50  | 25.64 |      |  |  |
| 라우리 크리스티안 렐란데르       |           | 농업동맹   | 1   | 0.51  |      |  |  |
| 배이뇌 탄네르                    |           | 사회민주당 | 1   | 0.51  |      |  |  |
|                                  |           |            |     |       |      |  |  |
| 무효표                           | 무효표    | 무효표     | 2   | 1.0   |      |  |  |
| 투표 불참                        | 투표 불참 | 투표 불참  | 3   | 1.5   |      |  |  |
| 계                               | 계        | 계         | 200 | 100   |      |  |  |
|                                  |           |            |     |       |      |  |  |